# 玛丽亚费·阿塔乔·德尔索拉尔
玛丽亚费·阿塔乔·德尔索拉尔（西班牙語：Mariafe Artacho del Solar，1993年10月24日—），澳大利亚女子沙滩排球运动员，2019年世界沙滩排球锦标赛女子铜牌得主、2020年夏季奥林匹克运动会女子银牌得主。